# الاعتلال المياليني لغرينكر
الاعتلال المياليني لغرينكر (بالإنجليزية: Grinker myelinopathy)، ويعرف أيضًا باسم اعتلال بيضاء الدماغ بنقص الأكسجين، هو مرض نادر يصيب الجهاز العصبي المركزي. يتميز المرض باعتلال بيضاء دماغ متأخر تالي لنوبة نقص أكسجة. يرتبط عادةً، وليس بالضرورة، بالتسمم بأحادي أكسيد الكربون أو جرعة زائدة من الهيروين. يتطور المرض لدى نحو 2.8% ممن أصيبوا بنوبة نقص أكسجة/ عوز أكسجة حادة. في معظم الحالات، يشخص المرض خطأ على أنه مرض عصبي آخر؛ بسبب تنوع الأعراض وتأخرها في الظهور. واعتمادًا على المصدر، وصف روي غرينكر المرض لأول مرة عام 1925 أو 1926.

## التصنيف
يبدأ المرضى المصابون بالاعتلال المياليني لغرينكر بفقدان مساحات كبيرة من المادة البيضاء، بعد تعافيهم الظاهر من نوبات شديدة ومطولة من نقص الأكسجة الدماغية. يؤدي فقدان المادة البيضاء إلى مجموعة واسعة من الاضطرابات العصبية التي تتراوح من الارتباك واللامبالاة إلى أعراض شبيهة بالباركنسونية.

## الأسباب
يعتبر البعض زوال الميالين من نصفي الكرة المخية السبب الرئيسي للاضطرابات العصبية. مع ذلك، لا يوجد إجماع حالي مقبول حول سبب ذلك. تتمحور أشيع النظريات المفسرة لزوال الميالين حول: نقص الأكسجة والوذمة الدماغية التالية للتسمم بأحادي أكسيد الكربون أو بجرعة زائدة من المخدرات أو تلف الأوعية الدموية الدماغية وخلل المسارات المنتجة للميالين.

### التسمم بأحادي أكسيد الكربون
يرتبط أحادي أكسيد الكربون بالهيموغلوبين بشكل أكثر كفاءة من الأكسجين، وعند التسمم به، يؤدي لانخفاض ضغط الدم الجهازي بسبب عوز الأكسجين الحاد. يؤدي ما سبق إلى نقص تروية الدماغ، وهي حالة لا يتلقى فيها الدماغ ما يكفي من الأكسجين لتلبية احتياجاته. يسبب ذلك أذية جزء كبير من المادة البيضاء الدماغية تحت القشرية، لكنه يعف عن أذية المحاور العصبية والألياف الترابطية المقوسة والميالين المحيط بالأوعية الدموية. تعتمد الأدلة المناهضة لهذه النظرية على حدوث آفات مشابهة لدى القطط بعد تعرضهم لنقص أكسجة وانخفاض ضغط دم ناجم عن النيتروجين، وتطور المرض لدى أفراد عانوا من نقص أكسجة حاد دون التسمم بأحادي أكسيد الكربون.

### الوذمة الدماغية
تحدث الوذمة الدماغية عادةً نتيجة عوز الأكسجين. في الحالات الشديدة، يؤدي التورم المفرط للخلايا الدبقية إلى تضرر المادة البيضاء الدماغية بشكل خاص مع بقاء العديد من الأنسجة الأخرى سليمة.
تقترح هذه النظرية إحداث نقص الأكسجة وأحادي أكسيد الكربون شكلًا من أشكال الوذمة الدماغية، وهذه تؤدي بدورها إلى تنخر المادة البيضاء. يعتمد الدليل الداعم لهذه النظرية على تطور آفات مرضية، تحاكي تلك الناتجة عن التسمم بأحادي أكسيد الكربون، لدى المصابين بنقص الأكسجة والتجفاف والحالات المماثلة المعالجة بتعويض سوائل سريع جدًا، وذلك بغياب التعرض لأحادي أكسيد الكربون.

### خلل المسارات المنتجة للميالين
قد تسبب نوبة نقص الأكسجة تلف الأنزيمات السيتوبلازمية المعتمدة على الأدينوسين ثلاثي الفوسفات في الخلايا الدبقية قليلة التغصن. تلعب العديد من هذه الإنزيمات دورًا أساسيًا في تقلب الميالين، ولهذا يعتقد الباحثون أن تلفها يؤثر سلبًا على احتفاظ الجسم بالميالين ضمن المادة البيضاء، ما يؤدي لزواله من هذه المناطق. يعزو البعض تأخر ظهور المرض وخصوصية تلف المادة البيضاء إلى غياب القدرة على إعادة تكون الميالين وإزالته من خلايا معينة.